# Joseph Kauliakamoa
Joseph Clarence Kauliakamoa Jr (Honolulu, 12 agosto 1989) è un pallavolista statunitense, palleggiatore dei Cafeteros de Yauco.

## Carriera

### Club
La carriera di Joseph Kauliakamoa inizia nei tornei scolastici del Nevada, dove gioca con la Palo Verde HS. Dopo il diploma è di scena nella lega universitaria NCAA Division I con la Brigham Young, dove gioca dal 2009 al 2012.
Nella stagione 2012-13 firma il suo primo contratto da professionista in Slovacchia, ingaggiato dal Team Bratislava, con cui vince lo scudetto e la coppa nazionale. Nella stagione seguente passa alla Porto Robur Costa di Ravenna, nella Serie A1 italiana, per poi trasferirsi l'annata successiva alla Powervolley Milano.
Dopo qualche anno di inattività, torna in campo in patria per partecipare alla NVA 2018 e 2019 con l'Arizona Sizzle (in seguito Phoenix Ascension). Successivamente viene ingaggiato nel corso della Liga de Voleibol Superior Masculino 2023 dai Cafeteros de Yauco.

### Nazionale
Fa parte della nazionale under 19 statunitense che conquista la medaglia di bronzo al campionato nordamericano 2006 e partecipa al campionato mondiale 2007. Con l'under 21, invece, dopo aver conquistato il bronzo al campionato nordamericano 2008, partecipa al campionato mondiale 2009.

## Palmarès

### Club
- Campionato slovacco: 1

2012-13
- Coppa di Slovacchia: 1

2012-13

### Nazionale (competizioni minori)
- Campionato nordamericano under 19 2006
- Campionato nordamericano under 21 2008